# Duele (canción de Kalimba)
«Duele (Crazy)» es una canción del cantante y compositor mexicano Kalimba la cual fue incluida en su segundo álbum de estudio como solista NegroKlaro (2007). Fue lanzada por la discográfica Sony BMG Norte como el primer sencillo del álbum en marzo del 2006.

## Vídeo musical
Fue lanzado a YouTube en su canal VEVO el día 25 de abril del 2010. Actualmente tiene más de 80 millones de reproducciones.

### Trama
Se muestra al cantante en dos escenografías diferentes en la primera cantando en un cuarto oscuro y con luz y el segundo esta con una chica (la cual es Camila Sodi) besándose y abrazándose haciendo el amor con ella, mientras baila la canción de igual manera.

## Lista de canciones

### Descarga digital
- "Duele (Crazy)": 3:48

## Historial de lanzamiento
| Región | Fecha               | Formato                  | Discográfica   | Ref.  |
| ------ | ------------------- | ------------------------ | -------------- | ----- |
| México | 26 de marzo de 2006 | Descarga digital, Radios | Sony BMG Norte | [ 6 ] |